# Alfabeta bokförlag
Alfabeta bokförlag är ett fristående svenskt bokförlag. Alfabeta ger ut cirka 60-70 nya titlar per år, såväl skön- och facklitteratur för vuxna som barn- och ungdomsböcker. 
Hösten 2011 övertog Alfabeta Ordfront förlag, som därmed räddades från konkurs. 2022 sålde Alfabeta Ordfront förlag vidare till förlagets VD Pelle Andersson.
Sedan 2022 ingår Alfabeta i en gemensam koncern tillsammans med Lilla Piratförlaget.